# イメージムーバーズ・デジタル
『イメージムーバーズ・デジタル』（ImageMovers Digital, 略称: IMD）は、ウォルト・ディズニー・カンパニー傘下のアメリカ合衆国の映画製作会社。映画作品におけるモーションキャプチャ及びコンピュータアニメーション映画製作を主な業務としている。2010年3月12日、ロバート・ゼメキスから2012年をもって閉鎖することが公式に発表された。

## 主な製作作品
- Disney's クリスマス・キャロル Disney's A Christmas Carol (2009)
- 少年マイロの火星冒険記 Mars Needs Moms (2011)